# 콩고 자유주권애국동맹
콩고 자유주권애국동맹합(프랑스어: Alliance des patriotes pour un Congo libre et souverain; APCLS)은 콩고 민주 공화국 북동부에서 활동하는 무장 민병대이다. APCLS는 전통적으로 마시시 영토, 북키부주에서 활동하며 이 지역에서 활동하는 가장 큰 마이마이(지역 또는 민족 민병대) 그룹 중 하나로 간주된다. 2006년에 결성된 APCLS는 훈데족으로부터 대부분의 지지를 얻는다. 이들의 이데올로기는 콩고 국가의 통합을 위협하고 특히 르완다의 지원을 받는다고 여겨지는 투치족에 대한 반대에 기반을 둔다. APCLS는 진행 중인 키부 분쟁의 교전 당사자이며, 장비에르 장군으로 알려진 장비에르 부잉고 카라이리가 이끌고 있다.

## 역사
APCLS는 2006년 콩고 저항 애국자(Patriotes Résistants Congolais, PARECO) 그룹의 일환으로 결성되었으며, 원래 PARECO-훈데로 알려졌다. 이 그룹은 고마 협정 이후 2008년 PARECO에서 분리되었다. 이 민병대는 약 1,500명으로 구성되어 있으며, 금과 석석의 수공업 채굴 수익과 부유한 훈데족 구성원들의 지원으로 자금을 조달한다. 과거에 이 그룹은 이웃 르완다의 후투족 인테라함웨 반군 그룹인 르완다 해방민주군(Forces démocratiques de libération du Rwanda, FDLR)과 협력했다.
M23 반란(2012~2013년) 동안 APCLS는 주로 투치족으로 구성된 M23을 진압하기 위해 콩고 정부군과 협력했다. 유엔 MONUSCO 평화유지 임무의 지원을 받는 정부군과 APCLS 간의 산발적인 전투는 수년간 계속되었다. 2015년 3월, 정부군은 마시시 영토에서 APCLS에 대한 대규모 공세를 시작했다. 2016년 8월, APCLS는 같은 지역에서 활동하는 또 다른 후투족 민병대인 마이마이 나이아투라와 함께 중앙 정부와 평화 협정을 체결할 것이라고 발표했다.
2023년 1월까지 APCLS는 북키부주에서 M23 운동의 재개된 공세에 맞서 콩고 정부군과 함께 싸웠다.